# ジョナサン・テイラー・トーマス

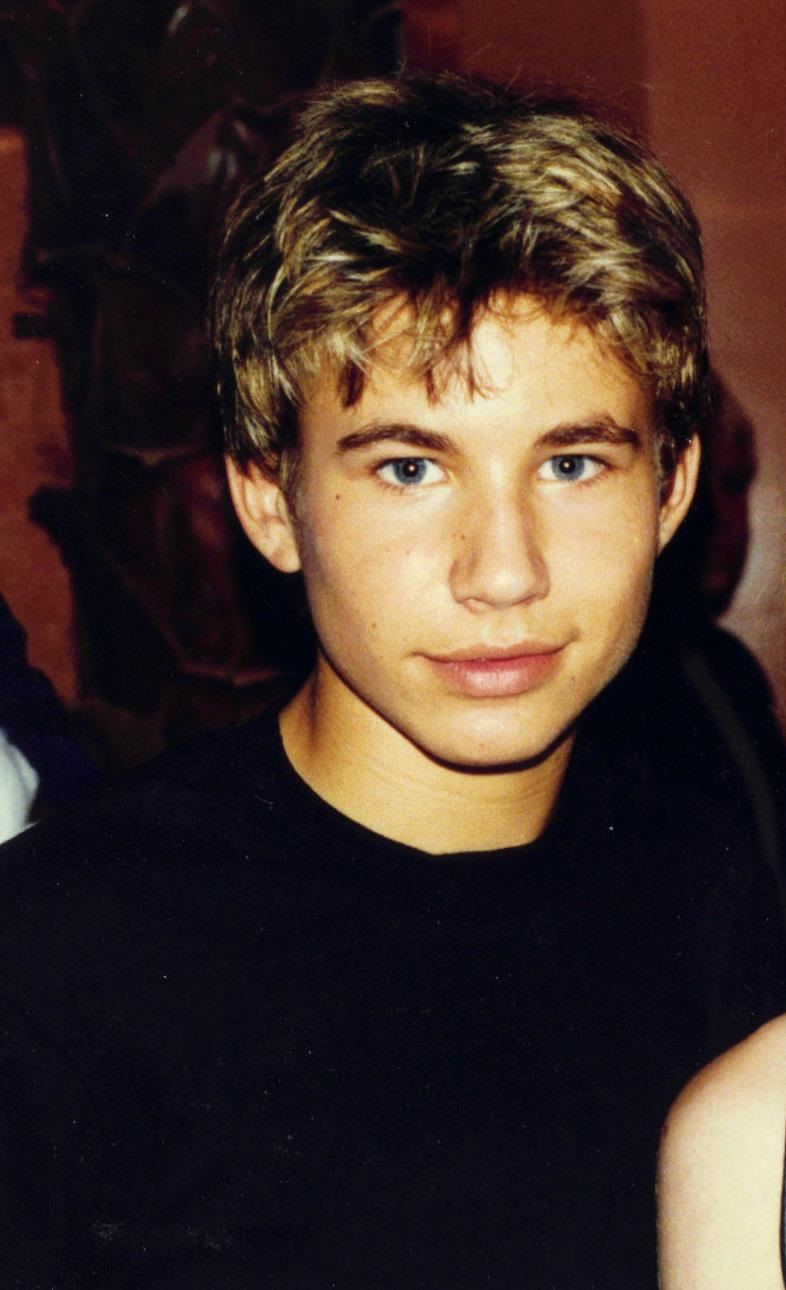
ジョナサン・テイラー・トーマス

ジョナサン・テイラー・トーマス（Jonathan Taylor Thomas, 1981年9月8日- ）は、アメリカ合衆国の俳優。

## プロフィール
ペンシルベニア州のベスレヘム出身。コロンビア大学卒業。ニックネームはJTT。
幼い頃はディズニーの『ライオン・キング』で幼いシンバを、『ピノキオの冒険』でピノキオの声を演じた。
成長するにつれてティーン雑誌の表紙を飾るようになり、若者のアイドルに。1998年にクリスマスコメディ サンタに化けたヒッチハイカーは、なぜ家をめざすのか？でクリスマスにいつも家にいない大学生ジェイク・ウィルキンソンを演じ大ブレイク。他にも『マン・オブ・ザ・ハウス』、『トム・ソーヤーの大冒険』、Wild America、Walking Across Egypt、『コモン・グラウンド』、『スピードウェイ・ジャンキー』に出演、その人気を不動のものにした。